# 9e étape du Tour d'Italie 2013
La 9e étape du Tour d'Italie 2013 d'une distance 181 km s'est déroulée le dimanche 12 mai 2013 entre Sansepolcro et Florence. Elle précède le premier jour de repos. Le Russe Maxim Belkov s'impose devant ses compagnons d’échappée, les Colombiens Carlos Betancur et Jarlinson Pantano, et le Suédois Tobias Ludvigsson. L'Australien Cadel Evans remporte le sprint du peloton. Deux changements notables dans les classements principaux : la perte du maillot bleu de l'Italien Giovanni Visconti au profit de son compatriote Stefano Pirazzi ; la sortie du coureur Canadien Ryder Hesjedal, qui figure maintenant onzième, des dix premiers du classement général.
Mauro Santambrogio est disqualifié après un contrôle positif à l'EPO effectué au terme de la première étape. Il perd les résultats et classements de cette étape.

## Déroulement de la course
Issu d'une échappée de 12 coureurs comprenant de 12 hommes avec Giovanni Visconti (Movistar), Juan Manuel Garate (Blanco), Fabio Felline (Androni), Jarlison Pantano (Colombia), Ricardo Mestre (Euskaltel), Michal Golas (OPQS), Tobias Ludvigsson (Argos-Shimano), Evgeny Petrov (Saxo Bank), Alessandro Proni (Vini Fanti), Stefano Pirazzi (Bardiani) et Robinson Eduardo Chalapud Gomez (Colombia), Maxim Belkov (Katusha) est parti dans la descente du Vallombrosa à moins de 60 kilomètres du terme et a fini en solitaire l'étape pour glaner le plus succès de sa carrière. Le tenant du titre Ryder Hesjedal a montré ses limites dans l'ascension de Fiesole à 10 km de la ligne et a perdu 1'05". Bradley Wiggins a encore montré des signes de faiblesse en descente alors que Nibali est resté au chaud dans le peloton des favoris qui a fini à 1'03" du vainqueur du jour. Offensif en fin d'étape dans la petite côte à 10 kilomètres de l'arrivée, Carlos Betancur (AG2R La Mondiale) a fini 2e à 44 secondes.

## Résultats de l'étape

### Sprints
| 1. Sprint intermédiaire de Bibbiena (km 49,5) | 1. Sprint intermédiaire de Bibbiena (km 49,5) | 1. Sprint intermédiaire de Bibbiena (km 49,5) | 1. Sprint intermédiaire de Bibbiena (km 49,5) | 1. Sprint intermédiaire de Bibbiena (km 49,5) | 1. Sprint intermédiaire de Bibbiena (km 49,5) |
|                                               | Coureur                                       | Pays                                          | Équipe                                        |                                               | Point(s)                                      |
| --------------------------------------------- | --------------------------------------------- | --------------------------------------------- | --------------------------------------------- | --------------------------------------------- | --------------------------------------------- |
| 1er                                           | Maxim Belkov                                  | Russie                                        | Katusha                                       |                                               | 8                                             |
| 2e                                            | Robinson Chalapud                             | Colombie                                      | Colombia                                      |                                               | 6                                             |
| 3e                                            | Jarlinson Pantano                             | Colombie                                      | Colombia                                      |                                               | 4                                             |
| 4e                                            | Michał Gołaś                                  | Pologne                                       | Omega Pharma-Quick Step                       |                                               | 3                                             |
| 5e                                            | Fabio Felline                                 | Italie                                        | Androni Giocattoli-Venezuela                  |                                               | 2                                             |
| 6e                                            | Tobias Ludvigsson                             | Suède                                         | Argos-Shimano                                 |                                               | 1                                             |
| modifier                                      |                                               |                                               |                                               |                                               |                                               |

| 2. Sprint intermédiaire de Pontassieve (km 132,6) | 2. Sprint intermédiaire de Pontassieve (km 132,6) | 2. Sprint intermédiaire de Pontassieve (km 132,6) | 2. Sprint intermédiaire de Pontassieve (km 132,6) | 2. Sprint intermédiaire de Pontassieve (km 132,6) | 2. Sprint intermédiaire de Pontassieve (km 132,6) |
|                                                   | Coureur                                           | Pays                                              | Équipe                                            |                                                   | Point(s)                                          |
| ------------------------------------------------- | ------------------------------------------------- | ------------------------------------------------- | ------------------------------------------------- | ------------------------------------------------- | ------------------------------------------------- |
| 1er                                               | Maxim Belkov                                      | Russie                                            | Katusha                                           |                                                   | 8                                                 |
| 2e                                                | Fabio Felline                                     | Italie                                            | Androni Giocattoli-Venezuela                      |                                                   | 6                                                 |
| 3e                                                | Giovanni Visconti                                 | Italie                                            | Movistar                                          |                                                   | 4                                                 |
| 4e                                                | Robinson Chalapud                                 | Colombie                                          | Colombia                                          |                                                   | 3                                                 |
| 5e                                                | Ricardo Mestre                                    | Portugal                                          | Euskaltel Euskadi                                 |                                                   | 2                                                 |
| 6e                                                | Michał Gołaś                                      | Pologne                                           | Omega Pharma-Quick Step                           |                                                   | 1                                                 |
| modifier                                          |                                                   |                                                   |                                                   |                                                   |                                                   |

| Sprint final de Florence (km 170) | Sprint final de Florence (km 170) | Sprint final de Florence (km 170) | Sprint final de Florence (km 170) | Sprint final de Florence (km 170) | Sprint final de Florence (km 170) |
|                                   | Coureur                           | Pays                              | Équipe                            |                                   | Point(s)                          |
| --------------------------------- | --------------------------------- | --------------------------------- | --------------------------------- | --------------------------------- | --------------------------------- |
| 1er                               | Maxim Belkov                      | Russie                            | Katusha                           |                                   | 25                                |
| 2e                                | Carlos Betancur                   | Colombie                          | AG2R La Mondiale                  |                                   | 20                                |
| 3e                                | Jarlinson Pantano                 | Colombie                          | Colombia                          |                                   | 16                                |
| 4e                                | Tobias Ludvigsson                 | Suède                             | Argos-Shimano                     |                                   | 14                                |
| 5e                                | Cadel Evans                       | Australie                         | BMC Racing                        |                                   | 12                                |
| 6e                                | Beñat Intxausti                   | Espagne                           | Movistar                          |                                   | 10                                |
| 7e                                | Danilo Di Luca                    | Italie                            | Vini Fantini-Selle Italia         |                                   | 9                                 |
| 8e                                | Mauro Santambrogio                | Italie                            | Vini Fantini-Selle Italia         |                                   | 8                                 |
| 9e                                | Damiano Caruso                    | Italie                            | Cannondale                        |                                   | 7                                 |
| 10e                               | Vincenzo Nibali                   | Italie                            | Astana                            |                                   | 6                                 |
| 11e                               | Przemysław Niemiec                | Pologne                           | Lampre-Merida                     |                                   | 5                                 |
| 12e                               | Gianluca Brambilla                | Italie                            | Omega Pharma-Quick Step           |                                   | 4                                 |
| 13e                               | Samuel Sánchez                    | Espagne                           | Euskaltel Euskadi                 |                                   | 3                                 |
| 14e                               | Robert Kišerlovski                | Croatie                           | RadioShack-Leopard                |                                   | 2                                 |
| 15e                               | Sergio Henao                      | Colombie                          | Sky                               |                                   | 1                                 |
| modifier                          |                                   |                                   |                                   |                                   |                                   |

### Cols et Côtes
| 1. Passo della Consuma, 2e catégorie (km 81,8) | 1. Passo della Consuma, 2e catégorie (km 81,8) | 1. Passo della Consuma, 2e catégorie (km 81,8) | 1. Passo della Consuma, 2e catégorie (km 81,8) | 1. Passo della Consuma, 2e catégorie (km 81,8) | 1. Passo della Consuma, 2e catégorie (km 81,8) |
|                                                | Coureur                                        | Pays                                           | Équipe                                         |                                                | Point(s)                                       |
| ---------------------------------------------- | ---------------------------------------------- | ---------------------------------------------- | ---------------------------------------------- | ---------------------------------------------- | ---------------------------------------------- |
| 1er                                            | Stefano Pirazzi                                | Italie                                         | Bardiani Valvole-CSF Inox                      |                                                | 9                                              |
| 2e                                             | Robinson Chalapud                              | Colombie                                       | Colombia                                       |                                                | 5                                              |
| 3e                                             | Jarlinson Pantano                              | Colombie                                       | Colombia                                       |                                                | 3                                              |
| 4e                                             | Giovanni Visconti                              | Italie                                         | Movistar                                       |                                                | 2                                              |
| 5e                                             | Juan Manuel Gárate                             | Espagne                                        | Blanco                                         |                                                | 1                                              |
| modifier                                       |                                                |                                                |                                                |                                                |                                                |

| 3. Col de Veta le Croci, 3e catégorie (km 147,9) | 3. Col de Veta le Croci, 3e catégorie (km 147,9) | 3. Col de Veta le Croci, 3e catégorie (km 147,9) | 3. Col de Veta le Croci, 3e catégorie (km 147,9) | 3. Col de Veta le Croci, 3e catégorie (km 147,9) | 3. Col de Veta le Croci, 3e catégorie (km 147,9) |
|                                                  | Coureur                                          | Pays                                             | Équipe                                           |                                                  | Point(s)                                         |
| ------------------------------------------------ | ------------------------------------------------ | ------------------------------------------------ | ------------------------------------------------ | ------------------------------------------------ | ------------------------------------------------ |
| 1er                                              | Maxim Belkov                                     | Russie                                           | Katusha                                          |                                                  | 5                                                |
| 2e                                               | Jarlinson Pantano                                | Colombie                                         | Colombia                                         |                                                  | 3                                                |
| 3e                                               | Stefano Pirazzi                                  | Italie                                           | Bardiani Valvole-CSF Inox                        |                                                  | 2                                                |
| 4e                                               | Tobias Ludvigsson                                | Suède                                            | Argos-Shimano                                    |                                                  | 1                                                |
| modifier                                         |                                                  |                                                  |                                                  |                                                  |                                                  |

| 2. Col de Villombrosa, 1er catégorie (km 106,7) | 2. Col de Villombrosa, 1er catégorie (km 106,7) | 2. Col de Villombrosa, 1er catégorie (km 106,7) | 2. Col de Villombrosa, 1er catégorie (km 106,7) | 2. Col de Villombrosa, 1er catégorie (km 106,7) | 2. Col de Villombrosa, 1er catégorie (km 106,7) |
|                                                 | Coureur                                         | Pays                                            | Équipe                                          |                                                 | Point(s)                                        |
| ----------------------------------------------- | ----------------------------------------------- | ----------------------------------------------- | ----------------------------------------------- | ----------------------------------------------- | ----------------------------------------------- |
| 1er                                             | Stefano Pirazzi                                 | Italie                                          | Bardiani Valvole-CSF Inox                       |                                                 | 15                                              |
| 2e                                              | Robinson Chalapud                               | Colombie                                        | Colombia                                        |                                                 | 9                                               |
| 3e                                              | Maxim Belkov                                    | Russie                                          | Katusha                                         |                                                 | 5                                               |
| 4e                                              | Jarlinson Pantano                               | Colombie                                        | Colombia                                        |                                                 | 3                                               |
| 5e                                              | Evgueni Petrov                                  | Russie                                          | Saxo-Tinkoff                                    |                                                 | 2                                               |
| 6e                                              | Juan Manuel Gárate                              | Espagne                                         | Blanco                                          |                                                 | 1                                               |
| modifier                                        |                                                 |                                                 |                                                 |                                                 |                                                 |

| 4. Côte de Fiesole, 4e catégorie (km 159,3) | 4. Côte de Fiesole, 4e catégorie (km 159,3) | 4. Côte de Fiesole, 4e catégorie (km 159,3) | 4. Côte de Fiesole, 4e catégorie (km 159,3) | 4. Côte de Fiesole, 4e catégorie (km 159,3) | 4. Côte de Fiesole, 4e catégorie (km 159,3) |
|                                             | Coureur                                     | Pays                                        | Équipe                                      |                                             | Point(s)                                    |
| ------------------------------------------- | ------------------------------------------- | ------------------------------------------- | ------------------------------------------- | ------------------------------------------- | ------------------------------------------- |
| 1er                                         | Maxim Belkov                                | Russie                                      | Katusha                                     |                                             | 3                                           |
| 2e                                          | Jarlinson Pantano                           | Colombie                                    | Colombia                                    |                                             | 2                                           |
| 3e                                          | Tobias Ludvigsson                           | Suède                                       | Argos-Shimano                               |                                             | 1                                           |
| modifier                                    |                                             |                                             |                                             |                                             |                                             |

### Classement à l'arrivée
| Classement de l'étape | Classement de l'étape | Classement de l'étape | Classement de l'étape     | Classement de l'étape | Classement de l'étape |
|                       | Coureur               | Pays                  | Équipe                    |                       | Temps                 |
| --------------------- | --------------------- | --------------------- | ------------------------- | --------------------- | --------------------- |
| Vainqueur             | Maxim Belkov          | Russie                | Katusha                   | en                    | 4 h 31 min 31 s       |
| 2e                    | Carlos Betancur       | Colombie              | AG2R La Mondiale          | +                     | 44 s                  |
| 3e                    | Jarlinson Pantano     | Colombie              | Colombia                  |                       | 46 s                  |
| 4e                    | Tobias Ludvigsson     | Suède                 | Argos-Shimano             |                       | 54 s                  |
| 5e                    | Cadel Evans           | Australie             | BMC Racing                |                       | 1 min 3 s             |
| 6e                    | Beñat Intxausti       | Espagne               | Movistar                  |                       | 1 min 3 s             |
| 7e                    | Danilo Di Luca        | Italie                | Vini Fantini-Selle Italia |                       | 1 min 3 s             |
| 8e                    | Mauro Santambrogio    | Italie                | Vini Fantini-Selle Italia |                       | 1 min 3 s             |
| 9e                    | Damiano Caruso        | Italie                | Cannondale                |                       | 1 min 3 s             |
| 10e                   | Vincenzo Nibali       | Italie                | Astana                    |                       | 1 min 3 s             |
| modifier              |                       |                       |                           |                       |                       |

## Classements à l'issue de l'étape

### Classement général
| Classement général | Classement général | Classement général | Classement général        | Classement général | Classement général |
|                    | Coureur            | Pays               | Équipe                    |                    | Temps              |
| ------------------ | ------------------ | ------------------ | ------------------------- | ------------------ | ------------------ |
| 1er                | Vincenzo Nibali    | Italie             | Astana                    | en                 | 34 h 19 min 31 s   |
| 2e                 | Cadel Evans        | Australie          | BMC Racing                | +                  | 29 s               |
| 3e                 | Robert Gesink      | Pays-Bas           | Blanco                    |                    | 1 min 15 s         |
| 4e                 | Bradley Wiggins    | Grande-Bretagne    | Sky                       |                    | 1 min 16 s         |
| 5e                 | Michele Scarponi   | Italie             | Lampre-Merida             |                    | 1 min 24 s         |
| 6e                 | Sergio Henao       | Colombie           | Sky                       |                    | 2 min 11 s         |
| 7e                 | Mauro Santambrogio | Italie             | Vini Fantini-Selle Italia |                    | 2 min 43 s         |
| 8e                 | Przemysław Niemiec | Pologne            | Lampre-Merida             |                    | 2 min 44 s         |
| 9e                 | Rigoberto Urán     | Colombie           | Sky                       |                    | 2 min 49 s         |
| 10e                | Tanel Kangert      | Estonie            | Astana                    |                    | 3 min 2 s          |
| modifier           |                    |                    |                           |                    |                    |

### Classement par points
| Classement par points | Classement par points | Classement par points | Classement par points   | Classement par points | Classement par points |
|                       | Coureur               | Pays                  | Équipe                  |                       | Point(s)              |
| --------------------- | --------------------- | --------------------- | ----------------------- | --------------------- | --------------------- |
| 1er                   | Cadel Evans           | Australie             | BMC Racing              |                       | 61                    |
| 2e                    | Mark Cavendish        | Grande-Bretagne       | Omega Pharma-Quick Step |                       | 58                    |
| 3e                    | Elia Viviani          | Italie                | Cannondale              |                       | 52                    |
| modifier              |                       |                       |                         |                       |                       |

### Classement du meilleur grimpeur
| Classement du meilleur grimpeur | Classement du meilleur grimpeur | Classement du meilleur grimpeur | Classement du meilleur grimpeur | Classement du meilleur grimpeur | Classement du meilleur grimpeur |
|                                 | Coureur                         | Pays                            | Équipe                          |                                 | Point(s)                        |
| ------------------------------- | ------------------------------- | ------------------------------- | ------------------------------- | ------------------------------- | ------------------------------- |
| 1er                             | Stefano Pirazzi                 | Italie                          | Bardiani Valvole-CSF Inox       |                                 | 38                              |
| 2e                              | Robinson Chalapud               | Colombie                        | Colombia                        |                                 | 23                              |
| 3e                              | Giovanni Visconti               | Italie                          | Movistar                        |                                 | 16                              |
| modifier                        |                                 |                                 |                                 |                                 |                                 |

### Classement du meilleur jeune
| Classement du meilleur jeune | Classement du meilleur jeune | Classement du meilleur jeune | Classement du meilleur jeune | Classement du meilleur jeune | Classement du meilleur jeune |
|                              | Coureur                      | Pays                         | Équipe                       |                              | Temps                        |
| ---------------------------- | ---------------------------- | ---------------------------- | ---------------------------- | ---------------------------- | ---------------------------- |
| 1er                          | Wilco Kelderman              | Pays-Bas                     | Blanco                       | en                           | 34 h 22 min 57 s             |
| 2e                           | Rafał Majka                  | Pologne                      | Saxo-Tinkoff                 | +                            | 43 s                         |
| 3e                           | Carlos Betancur              | Colombie                     | AG2R La Mondiale             |                              | 2 min 11 s                   |
| modifier                     |                              |                              |                              |                              |                              |

### Classements par équipes

#### Classement au temps
| Classement par équipes au temps | Classement par équipes au temps | Classement par équipes au temps | Classement par équipes au temps | Classement par équipes au temps |
|                                 | Équipes                         | Pays                            |                                 | Temps                           |
| ------------------------------- | ------------------------------- | ------------------------------- | ------------------------------- | ------------------------------- |
| 1re                             | Blanco                          | Pays-Bas                        | en                              | 102 h 19 min 7 s                |
| 2e                              | Sky                             | Royaume-Uni                     | +                               | 1 min 32 s                      |
| 3e                              | Lampre-Merida                   | Italie                          |                                 | 4 min 21 s                      |
| modifier                        |                                 |                                 |                                 |                                 |

#### Classement aux points
| Classement par équipes aux points | Classement par équipes aux points | Classement par équipes aux points | Classement par équipes aux points | Classement par équipes aux points |
|                                   | Équipes                           | Pays                              |                                   | Point(s)                          |
| --------------------------------- | --------------------------------- | --------------------------------- | --------------------------------- | --------------------------------- |
| 1re                               | BMC Racing                        | États-Unis                        |                                   | 132                               |
| 2e                                | Katusha                           | Russie                            |                                   | 132                               |
| 3e                                | Movistar                          | Espagne                           |                                   | 125                               |
| modifier                          |                                   |                                   |                                   |                                   |

## Abandons
- Francesco Chicchi (Vini Fantini-Selle Italia) : non-partant
- Tomás Gil (Androni Giocattoli-Venezuela) : abandon
- Arnold Jeannesson (FDJ) : abandon